# Horia Carp
Horia Carp (n. 1869, Hârlău, România – d. 1943, Palestina sub mandat britanic, Regatul Unit) a fost un ziarist, publicist, scriitor, politician și activist comunitar evreu român. A fost activ în mișcarea sionistă (fracțiunea Sioniștii Generali) și în Uniunea Evreilor Pământeni (ulterior Uniunea Evreilor Români). Carp a fost în anii 1927–1928 și 1929–1931 membru al Senatului României, fiind ales pe lista Partidului Național Liberal. A îndeplinit, un timp, funcția de secretar general al  Uniunii evreilor din Vechiul Regat, organizație evreiască reprezentativă, prezidată de dr.Wilhelm Filderman. Horia Carp s-a distins ca jurnalist, ca fondator și redactor de publicații evreiești în limba română, precum Curierul israelit și „Cultura”. 
Horia Carp a emigrat în ultimii ani ai vieții în Palestina sub mandat britanic, unde a decedat in anul 1943. El a fost tatăl avocatului Matatias Carp, care s-a făcut cunoscut după război prin documentarea Holocaustului din România.

## Biografie

### Copilărie și tinerețe
Horia Carp s-a născut în anul 1869 sub numele ebraic Yehoșua Michael Carp la Hârlău, azi în nordul județului Iași, într-o familie de evrei stabiliți în Moldova de trei generații. El a urmat în localitatea natală lecții elementare tradiționale de iudaism (Talmud Tora) și apoi școala elementară. În continuare a învățat la liceu la Botoșani.
Deși nu putea să obțină cetățenia țării, a fost recrutat în serviciul militar obligatoriu. După aceea, Carp a urmat studii de medicină la Universitatea din Iași, dar le-a întrerupt în ultimul an pentru a se dedica jurnalisticii.

### Cariera ziaristică și politică
În anul 1891 Horia Carp a publicat prima dată, în magazinul „Lumea nouă”, o lucrare literară — povestirea scurtă „Sfântul Nicolae”. În continuare, a contribuit cu povestiri la numeroase publicații, precum Ilustrațiunea Română, Lumea nouă ilustrată, Românul, Muncitorul, Evenimentul, Luptătorul, Răsăritul, Adevărul, Patriotul etc.
După ce, împreună cu jurnalistul Eliezer Rokeah (1854–1914), care era născut în Palestina, a înființat magazinul în limba idiș דער יידישע גייסט (Der Idișe gaist — Spiritul evreiesc), Carp s-a angajat în mișcarea sionistă.În decembrie 1901, a luat parte la al V-lea Congres Sionist de la Basel, ca delegat al evreilor din Roman.
Între octombrie 1901–august 1904, Carp a redactat la București săptămânalul Mevasseret Țion (Vestitoarea Sionului) cu profil sionist. Ulterior, Carp s-a dedicat activității în cadrul Uniunii Evreilor Români, care nu se considera sionistă. În anul 1906 el a înființat și a redactat Curierul israelit, buletin semioficial al Uniunii Evreilor Români vreme de patruzeci de ani. În această revistă, Carp a exprimat nu o dată opinii care i-au atras critici din partea presei sioniste.
Începând din ianuarie 1911,Carp a publicat revista lunară „Cultura”,„revistă ilustrată de artă și literatură a renașterii evreiești".
Apariția ei s-a întrerupt după șapte luni în iunie 1911, apoi a fost reluată într-o nouă serie între 1932 și august 1940.
În „Cultura”, Carp a publicat lucrări literare, traduceri din autori evrei, a scris despre realizările evreilor în toate domeniile științei și culturii, articole despre stiințele iudaice, și a dat publicității activitățile Institutului de cultură de pe lângă Templul Coral din București.
Între anii 1927–1928 și 1929–1931 a fost membru al Senatului pe o listă a Partidului Național Liberal.
În anii 1928–1929, Horia Carp a conferențiat în cadrul Universității populare „Nicolae Iorga” din Botoșani. Reprezentant al „Sioniștilor Generali” Horia Carp a fost director al Fondului Național Evreiesc la București  și a publicat un magazin propagandistic numit Eretz Israel, care și-a propus să încurajeze colectarea de bani pentru achiziționarea de pământuri în Palestina.

### Activitatea literară
Povestirile lui Carp, ca „Gânduri fărămate”, „Sbucium”, „Suflete obosite”, s-au concentrat aspura vieții evreilor din România, mai ales din pătura socială inferioară — personaje precum Iankele Telal, Avram slăbănogul, Tauba sacagiul, Haim mafagiul (vânzător ambulant) — tratau problemele ivite în împrejurările emigrației. Culegerea de povestiri Din vremuri de urgie (1924) trata despre discriminarea combatanților evrei în armata română, inclusiv destinul tragic al unor soldați evrei, condamnați la moarte, pe nedrept, ca dezertori.

### În anii celui de-al Doilea Război Mondial
În ianuarie 1941, Carp a fost arestat de rebeli legionari, adus, împreună cu fiul sau, Matatias, la comisariatul de poliție XV din strada Matei Basarab din București, și supus bătăilor . În noiembrie 1941 numele său a fost inclus pe lista personalităților evreiești declarate ostateci de către regimul dictatorial. Difuzarea scrierilor sale a fost interzisă.
În curând, însă, i s-a permis să emigreze în Palestina, unde s-a stabilit la Ierusalim.
Horia Carp a decedat în Palestina în anul 1943 și a fost înmormântat în așezarea Kfar Baruch, care a fost înființată în anul 1924 de către imigranți evrei din România, cu sprijinul Fondului Național Evreiesc și prin contribuția, între altele, a eforturilor lui Carp.
Carp a avut patru copii - trei fiice și un fiu, Matatias. 

### Scrierea politică și polemică
Carp a dedicat mult timp și energie polemicii cu cercurile și autorii antisemiți
care au aveau greutate în opinia publică din România la finele secolului al XIX-lea și prima jumătate a secolului al XX-lea.
în scrieri, ca de pildă, „Răspuns insinuărilor d-lui Bogdan Duică”, Carp a combătut ura gratuită împotriva evreilor, de asemenea a subliniat mesajele de omenie din religia iudaică („Străinii în Biblie și Talmud"), contribuția evreilor la civilizație, rolul istoric al comunității în viața evreilor („Comunitatea, importanța sa istorică”, 1936). De asemenea  a tradus într-o versiune prescurtată de două volume Istoria evreilor de Heinrich Graetz. A tradus și cartea fondatorului sionismului, Theodor Herzl, Altneuland (Țara veche-nouă).

## In memoriam
- 2016 - Secția de cercetări sociale-umane a Institutului de istorie „George Barițiu” a Academiei Române, la Cluj Napoca, a lansat un proiect de reeditare a scrierilor lui Horia Carp (Recuperarea scrierilor lui Horia Carp).

## Scrieri

### Povestiri
- Sbucium
- 1905 - Gânduri fărâmate
- 1912 -   Povestea unui bătrân cuminte
- 1918 - Suflete obosite
- 1919  -  Din vremuri de urgie

### Scrieri politice
- Răspuns insinuărilor d-lui Bogdan Duică - 1913 -
- 1928  Discursuri parlamentare

inclusiv: 
- 31.10.1927 “Răspuns la mesajul tronului” -
- Interpelare cu privire la excesele de la Oradea Mare
- Discurs rostit la legea amnistiei
- Discurs rostit la legea cultelor

### Articole și conferințe cu privire la iudaism
- 1917 -  Douǎ conferințe : judaismul, o concepție socialǎ ; opera lui I.L. Peretz
- Străinii în Biblie și Talmud  1929
- 1936 - Comunitatea, importanța sa istorică  -conferință la Loja Noua Fraternitate, București,
- Horia Carp - Comunitatea 1936

### Traduceri
- 1903 - Istoria evreilor de Heinrich Graetz

- 1918 - Țară veche-nouă (Altneuland) de Theodor Herzl
- 1920 poezii și povestiri de Ițhok Leibuș Pereț și Șalom Alehem („Mi-e dor de casă” și alte povestiri)